# Brudsølv
Brudsølv er sølvgenstande, der med overlæg er bøjet eller klippet i stykker for at blive brugt som betalingsmiddel. Blev brugt bl.a. i vikingtiden i Skandinavien og i Romerriget omkring Middelhavet. Brudsølv består både af klumper eller barre af sølv og af genstande som smykker, der er ødelagt.
Brudsølv kendes fra en lang række arkælogiske fund fra vikingetiden.
| Historie | Spire Denne historieartikel er en spire som bør udbygges. Du er velkommen til at hjælpe Wikipedia ved at udvide den. |